# 아오 오니 (2017년 영화)
《아오 오니》(일본어: 青鬼 THE ANIMATION)은 2017년 공개된 일본의 공포 애니메이션 영화이다.

## 성우진
- 히카사 요코 - 하타노 미후유 역
- 키타무라 에리 - 타카시로 준 역
- 오오사카 료타 - 코지 마나베 역
- 미즈시마 타카히로 - 소치로 무라카미 역
- 사쿠라 아야네 - 미즈키 카렌 역
- 노지마 켄지 - 타치바나 후미히코 역
- 토우치 히로키 - 후지모토 카오루 역
- 모리시마 슈타 - 카나카 쇼 역